# 4879
4879（四千八百七十九、よんせんはっぴゃくななじゅうきゅう）は自然数、また整数において、4878の後で4880の前の数である。 

## 性質
- 4879 は合成数である。約数は 1, 7, 17, 41, 119, 287, 697, 4879 である。
  - 約数の和は6048。
- 11番目の第1定義のカプレカ数であり 48792 = 23804641 、238 + (0)4641 = 4879 である。1つ前は2728、次は4950。
- 817番目の楔数である。1つ前は4870、次は4886。
- 各位の和が28になる14番目の数である。1つ前は4798、次は4888。